# 캘리그라
캘리그라(Calligra)는 KDE의 그래픽 아트 및 오피스 제품군이다. 데스크톱 PC, 태블릿 컴퓨터, 스마트폰용으로 사용이 가능하다. 워드 프로세서, 스프레드시트, 프레젠테이션, 데이터베이스, 벡터 그래픽스, 디지털 페인팅을 위한 애플리케이션들이 포함되어 있다.
캘리그라는 대부분의 애플리케이션에서 오픈도큐먼트 포맷을 기본 파일 포맷으로 사용하며 마이크로소프트 오피스 포맷과 같은 다른 포맷을 가져올 수 있다. 캘리그라는 KDE 기술에 의존하며 KDE 플라스마 워크스페이스와 함께 사용하는 경우도 있다.

## 같이 보기
- 오피스 제품군 비교